# Fångkampen
Fångkampen var i Sverige under slutet av 1960-talet  och början av 1970-talet fängelseinternernas arbete för bättre förhållanden, och man fick stort stöd även utanför fängelserna. Organisationer som Riksförbundet för kriminalvårdens humanisering. (KRUM) och Förenade Fångars centralorganisation. (FFCO) bildades (men upplöstes senare). Det var i samband med detta, 1974, som en ny kriminalvårdslag tillkom.